# Tebenna bjerkandrella
Tebenna bjerkandrella là một loài bướm đêm thuộc họ Choreutidae. Nó được tìm thấy ở châu Âu, Maroc, Madeira và quần đảo Canaria through Trung Á to Nhật Bản.
Sải cánh dài 11–14 mm.

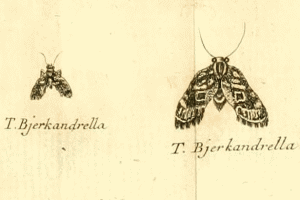
Hình minh họa accompanying the original description

Ấu trùng ăn các loài Inula salicina, Carduus, Carlina, Cirsium, Gnaphalium, Helichrysum.